# Onze Lieve Vrouwegilde
Het Onze Lieve Vrouwegilde is een schuttersgilde te Aarle-Rixtel.
Oorspronkelijk betrof het een kerkelijke broederschap waarvan wordt beweerd dat deze reeds in 1324 is opgericht. Het was verbonden aan de kerk van Aarle. Deze kerk had in 1520 een altaar voor de heilige Maria, Catharina en Barbara.
In 1528 zou het gilde door keizer Karel V zijn bevoorrecht. Omstreeks dezelfde tijd vond de overgang plaats van een religieus gerichte naar een meer werelds georiënteerd genootschap. Dit is te lezen in een reglement uit 1789.
Geleidelijk aan taande het enthousiasme en in 1948 waren er nog maar vier leden. Gewerkt werd aan een wederopleving en spoedig traden 12 nieuwe leden in.
Weldra behaalde het gilde de eerste prijs op het Landjuweel te Vught, waardoor het landelijke bekendheid kreeg.